# 内莉·萨克斯

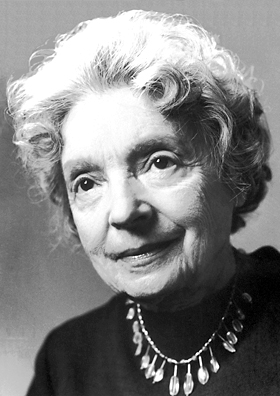
內莉·薩克斯，1966年

内莉·萨克斯（1891年12月10日—1970年5月12日），德國猶太裔诗人、剧作家。1966年与以色列作家薩繆爾·約瑟夫·阿格農共同获得诺贝尔文学奖，評審認為其傑出的抒情與戲劇作品以觸動人心的力量詮釋了以色列人的命運。萨克斯在德国柏林出生，1940年為躲避納粹黨在德國對猶太人的迫害而流亡瑞典。她的作品皆以德文創作，戰後發表許多與納粹黨在歐洲對猶太人的大屠殺有關的詩作。

## 主要作品
- 著有《在死亡的寓所中》、《星晨黯淡》、《逃亡與變遷》、《無人再知曉》、《進入無塵之境》、《死亡依然在慶生》、《熾熱的謎語》、《尋找生者》等詩集。
- 創作詩劇《艾利》。

## 作品在台灣的出版
- 諾貝爾文學獎全集編譯委員會/編譯，《薩克斯》，九五出版，1981年。